# Пекарська Ганна Федорівна
Ганна Федорівна Пекарська (нар. 21 лютого 1918, Київ, УНР — пом. 27 січня 2010, Київ, Україна) — радянська та українська теле-, кіно- та театральна акторка. Заслужена артистка Української РСР (1951), лауреатка «Київської пекторалі» — нагороджена спеціальною премією «За вагомий внесок у театральне мистецтво» (2008). Кавалерка Ордена Вітчизняної війни II ступеня (1985) та медалі «За оборону Сталінграда».

## Життєпис

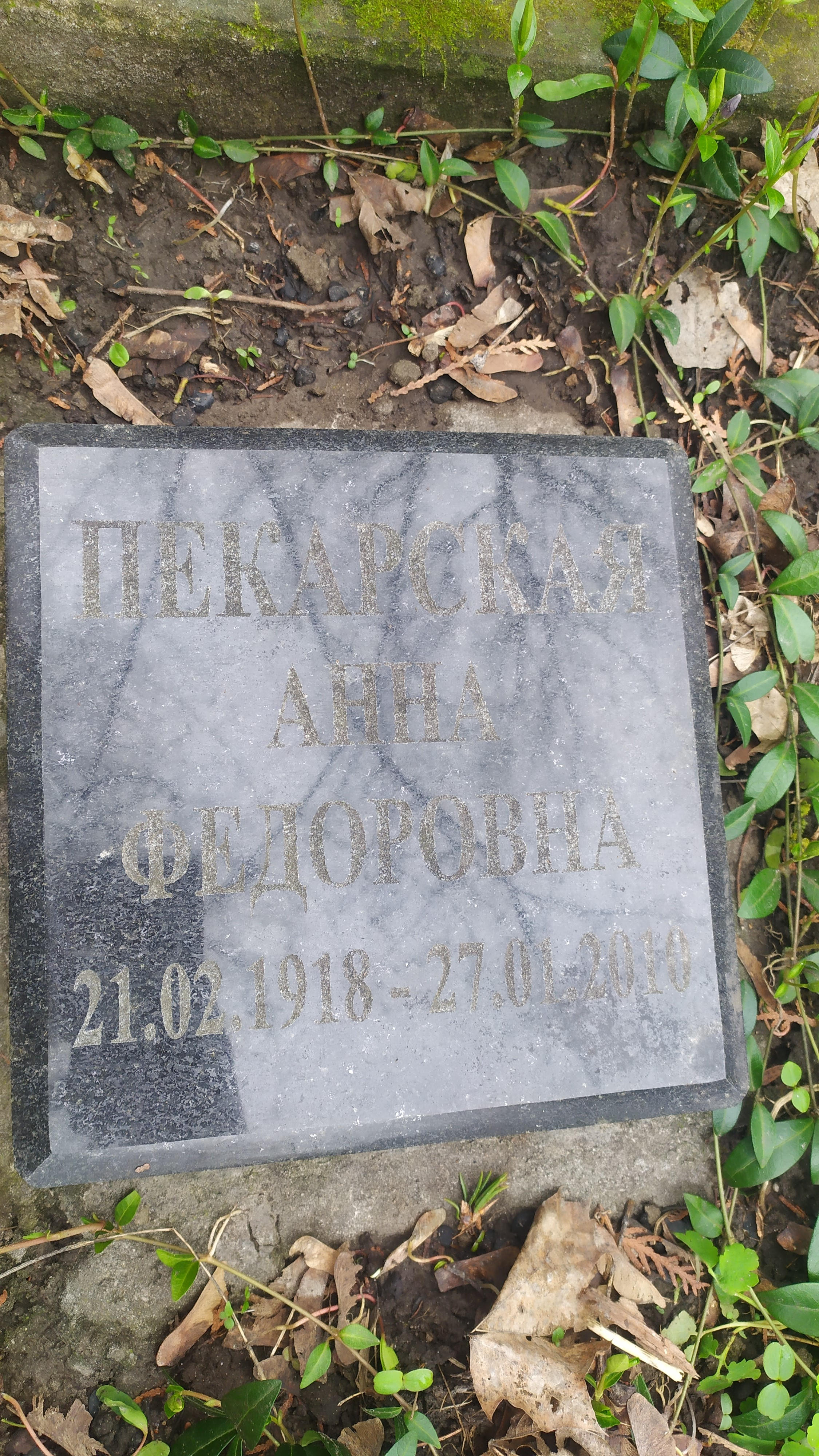
Могила Ганни Пекарської, Байкове кладовище

Ганна Пекарська народилася 21 лютого 1918 року в Києві. Закінчила середню школу в 1935 році, після чого вступила до Київського державного інституту театрального мистецтва, на акторський факультет. У 1939 році закінчила театральний інститут з відзнакою.
Після закінчення театрального інституту працювала акторкою в Театру Київського військового округу.
З 1944 до 1980 року — провідна акторка Київського російського драматичного театру ім. Лесі Українки. На сцені театру зіграно близько 60 ролей.
У 1990 році Ганна Пекарська оселилася в Будинку ветеранів сцени імені Наталії Ужвій.
Померла Ганна Пекарська 27 січня 2010 року в Києві. Похована на старій частині Байкового кладовища (ділянка № 3), неподалік від могили Лесі Українки, разом з чоловіком та колегою по театру Дмитром Франьком (1913—1982).

## Фільмографія
- 1957: «Сторінки минулого» —Варвара Михайлівна, сестра Люби
- 1958: «Проста річ» — Соковніна
- 1958: «З днем народження» — епізод
- 1963: «Срібний тренер» — епізод